# 克氏综合征
克氏症候群（英語：Klinefelter's syndrome）或称XXY、47XXY症候群，俗称次雄性症候群，是由於男性有两条或两条以上的X染色体所致的疾病。该疾病的主要特徵為不育。通常症状很轻微，甚至许多患者根本不知道他们患有该病。
有些时候症状会非常显著，可能会出现肌肉虚弱、身高较矮、运动协调差、体毛稀少、外生殖器異常、缺乏性慾和嚴重的有男性女乳症 。通常在青春期时发现克氏症候群的徵状。智力发展通常与一般人无异，但常见有阅读障碍或是在说话上有困难。若有超过三条X染色体，患者的症状会比较严重。
克氏症候群的发病是隨机的。随着孕妇年纪增大，怀有罹患此疾病的胎儿机会也逐渐提高。这个疾病没有遗传性，所以不会由患病的父亲遗传给下一代。这个疾病的原发机制是在原先就有Y染色体的前提下有一条以上的多余X染色体，患者体內的总染色体数目至少为47条甚至更多，无论如何，都较一般46条染色体为多。克氏症候群能够藉著检测染色体核型的基因检测来获得確诊。
虽然目前尚没有办法可以完全治癒克氏症候群，但有一些医学治疗对改善疾病有不小的帮助。举例来说，物理治疗、言语治疗、心理辅导以及適当调整教学方法等等都能协助患者。睪固酮补充疗法对於荷爾蒙严重不足或是低下的患者或有助益。已经发育生成的乳房组织也可以藉由手术的方法移除。约有一半的男性患者，藉由人工辅助生殖技术的帮助有机会拥有自己的小孩，但是，这个是有相当的风险以及所费不貲。患者得乳癌的机率偏高，但仍低於女性得乳癌的机率。此外，克氏症候群病患本身的平均寿命无异於一般人。
克氏症候群是一种常见的染色体异常疾病，在新生男童中的发生率介於1/500到1/1000之间。该疾病是以它的发现者哈利·克林菲尔德来命名，哈利在1940年代时確立此疾病特徵，並接著在1956年找到造成此疾病的多余X染色体。由於小老鼠也同样有可能罹患XXY症候群，这个特点让它们成为极佳的研究样本。

## 延伸閱讀
- Virginia Isaacs Cover. . 2012. ISBN 978-0-615-57400-4.